# Hologymnosus annulatus
Hologymnosus annulatus es una especie de peces de la familia Labridae en el orden de los Perciformes.

## Morfología
Los machos pueden llegar alcanzar los 40 cm de longitud total.

## Distribución geográfica
Se encuentra desde el Mar Rojo y Sudáfrica hasta las Islas de la Sociedad, Pitcairn, el sur del Japón y el sureste de Australia.